# ケンジ・ステファン・スズキ
ケンジ・ステファン・スズキ（Kenji Stefan Suzuki、日本名：鈴木健司、1944年 - ）は、社会起業家、環境活動家。S.R.A.Denmark代表、風のがっこう代表。
現在デンマーク在住だが、年に数回来日し、講演活動などを精力的に行なっている。講演のテーマは環境・福祉・教育など、デンマーク国内の事情に関して多岐に渡る。

## 経歴
- 1944年 岩手県東磐井郡東山町（現・一関市）に生まれる。
- 1962年 現在の一関学院高等学校卒業。
- 1967年 青山学院大学経済学部中退。
- 1968年 コペンハーゲン大学政治経済学部入学。
- 1970年 アリイタリア航空勤務。
- 1971年 在デンマーク日本国大使館勤務、その後農場経営。
- 1979年 デンマーク国籍取得。
- 1990年 中部ユトランド商科大学会計学部税法学科卒業。リサーチ会社S.R.A.Denmark設立。デンマークの風力発電機、バイオマスプラントを日本に普及させる事業を手掛ける。
- 1997年 風のがっこうを設立。デンマークの風力発電、バイオマスプラント、環境教育の視察に訪れる日本人のための研修施設として運営開始。
- 2002年 京都府竹野郡弥栄町（現・京丹後市）に、風のがっこう京都を町営の環境教育施設として開校、運営協力にあたる。
- 2004年 風のがっこう栃木と業務提携、研修業務の支援に入る。
- 2014年 デンマーク風車運営会社（KAMD Aps）の代表に就任。
- 2015年 デンマーク風車運営会社（OWED Aps）の代表に就任。

## 著書
- 『デンマークという国 自然エネルギー先進国 「風のがっこう」からのレポート』 （合同出版、2003年）
- 『デンマークという国 自然エネルギー先進国 増補版 「風のがっこう」からのレポート』 （合同出版、2006年）
- 『なぜ、デンマーク人は幸福な国をつくることに成功したのか　どうして、日本では人が大切にされるシステムをつくれないのか』 （合同出版、2008年）
- 『デンマークが超福祉大国になったこれだけの理由　――どこが違うのか!?　安心して暮らせる希望社会と無縁死3万人の国』 （合同出版、2010年）
- 『消費税25%で世界一幸せな国　デンマークの暮らし』（角川SSC新書、2010年）
- 『デンマークという国を創った人びと　“信頼”の国はどのようにして生まれたのか』（合同出版、2014年）
- 『Halvtreds år i Danmark』デンマーク在住50年間のまとめとしてデンマーク語で書いた本（出版社デンマーク　Skriveforlaget 2022年）

### 関連文献
- 『再生可能エネルギーの導入に努めるデンマーク農業 発電所を所有する21世紀の農業 ケンジ・ステファン・スズキ氏講演会記録』（農村開発企画委員会編著、農村開発企画委員会、1990年）
- 『デンマークの風力発電を支える風況調査のノウハウとブレード・チップの問題について』（日本風力エネルギー協会、1993年)
- 『織物と環境産業の都市　ヘアニング市Herning（デンマーク）』（ジェトロセンサー、1995年）
- 『デンマークにおける家畜排出物の利用と現状』‐エネルギー利用と政策的支援‐（農村と都市をむすぶ、2000年）
- 『未来へのメッセージ』‐環境先進国デンマークから前編及び後編‐（食・農・環境季刊情報誌Wa Wa Wa, 2000年春と夏号）
- 『北欧のエネルギー社会と日本のエネルギーシナリオ』（環境から地域創造を考える総合雑誌びBiocity、2011年)
- 『デンマークはいかにして出来たか』（Excellent Loving, 日本・デンマーク外交関係樹立150周年記念号、2017年）
- 『市民参加を義務つけたデンマークの風力発電導入政策とその国情』（日本の科学者、2020年）
- 『デンマークの気候法-2003年に向けた新しい地球温暖化政策』)日本の科学者　2020年）
- 『デンマークにおける自然エネルギー導入への市民参加と教育』(日本の科学者　2024年）